# Pretraživač (računarstvo)
Pretraživač je specijalizirano veb mesto čija je glavna funkcija pomoć u pronalaženju informacija sačuvanih na drugim mrežnim mestima. Internetski pretraživač je pretraživač namenjen pretraživanju informacija na svetskoj mreži. Informacije mogu biti veb stranice, slike i ostale vrste datoteka. Neki pretraživači, takođe, pretražuju podatke dostupne u tematskim grupama, bazama podataka ili u otvorenim imenicima. Za razliku od veb imenika koje održavaju uređivači teksta (ljudi), internetski pretraživači deluju po algoritmu ili su kombinacija algoritma i ljudskog upisa.
Najpoznatiji internetski pretraživač u zapadnom svetu je Gugl pretraživač, ali su njegovi rezultati slabiji izvan Amerike, zapadne Evrope i Australije. Konkurenti Gugla su Baidu i Soso.com) u Kini; Naver.com i  u Južnoj Koreji; Yandex u Rusiji; Seznam.cz u Češkoj; Yahoo u Japanu, Tajvanu i SAD, kao i Bing i DuckDuckGo. U najjačim pretraživačima postoji mogućnost usmerenog i specijalnog pretraživanja, gde je dovoljno upisati neku rečenicu ili više ključnih reči, pa se nakon srazmerno kratkog vremena (zavisno od brzine veze) dobiju brojne poveznice na traženi pojam.

## Istorija
Prvi alat upotrebljen za pretraživanje na Internetu bio je „Arči”, stvoren 1990. godine. Pretraživao je imena datoteka i naslove, ali nije indeksirao sadržaj tih datoteka. Prvi internetski pretraživač bio je Wandex, sada izumrli indeks koji je formirao program  za prikupljanje podataka s Web stranica, razvijen 1993. godine. Jedan od prvih internetskih pretraživača čitavog teksta bio je WebCrawler, koji je izašao 1994. godine. Za razliku od svojih prethodnika, dopuštao je korisnicima pretraživanje bilo koje reči sa bilo koje stranice, što je od tada postalo pravilo za sve značajne pretraživače. Takođe, bio je to prvi pretraživač poznat javnosti u velikoj meri. Ubrzo nakon toga, pojavili su se mnogi pretraživači nadmećući se za popularnost. Neki od njih bili su: Excite, Infoseek, Inktomi, Northern Light, AltaVista, Yahoo!, MSN Search (danas Live Search).
Oko 2000. godine Guglov pretraživač uzdigao se na vrh. Poduzeće je postiglo bolje rezultate za mnoge pretrage uz pomoć novine zvane rang veb stranica. Ovaj učestali algoritam raspoređuje veb stranice na osnovu broja i ranga ostalih veb mesta i stranica koje se na njih spajaju, s pretpostavkom da se na bolje i poželjnije stranice češće spaja. Isto tako, Gugle je održao minimalističko sučelje svog pretraživača. Suprotno tome, mnogi od njegovih konkurenata umetnuli su pretraživač na veb-portal. Od kraja 2007. godine, Gugle je daleko najpopularniji internetski pretraživač širom sveta.

## Kako radi internetski pretraživač
Internetski pretraživači skupljaju različite informacije o internetskim stranicama, uključuju ih u svoju bazu te nude svakom korisniku, koji traži određeni pojam, uslugu, proizvod ili bilo šta drugo. Internetski pretraživač ima tri dela: 1. program za prikupljanje podataka s veb stranica koje posećuje (engl. crawler, spider), 2. indeks koji sadrži pojmove koje je program za prikupljanje prikupio tokom svojih poseta veb stranica, 3. pretraživač (postojećeg indeksa) (engl. search engine).
1. Internetski pretraživači rade prikupljajući informacije o mnogim veb stranicama, koje pronađu na samom vebu. Te stranice je prikupio veb prikupljač (tzv. pauk) – automatizovani veb pregledač koji sledi svaki link koji vidi.
2. Sadržaj svake stranice se potom analizira, s ciljem ustanovljavanja načina indeksiranja. Podaci o veb stranicama su spremljeni u bazu podataka indeksa za upotrebu u sledećim upitima.
3. Kada korisnik postavi upit pretraživaču (obično koristeći ključne reči) pretraživač pregleda svoj indeks i osigurava listu najbolje usklađenih veb stranica s kriterijima, u pravilu sa apstraktom koji sadrži naslov dokumenta, a ponekad i delove teksta.
Korisnost pretraživača zavisi od relevantnosti skupa rezultata koje on daje. Iako mogu postojati milioni veb stranica koje uključuju određenu reč ili izraz, neke stranice mogu biti relevantnije, popularnije ili pouzdanije od drugih. Većina pretraživača primenjuje metode nizanja rezultata s ciljem pribavljanja prvo „najboljih“ rezultata. Način rada se razlikuje od jednog do drugog pretraživača.
Postoje opći internetski pretraživači koji pretražuju različita brojna područja ljudskog znanja i delovanja (npr. Gugle), te specijalizovani internetski pretraživači koji pretražuju jedno uže područje ljudskog znanja i delovanja (npr. eBay).

## Poznatiji internetski pretraživači
| Pretraživač | Postotak korištenja. |
| ----------- | -------------------- |
| Gugl        | 85,37%               |
| Yahoo!      | 6,14%                |
| Bing        | 3,68%                |
| Baidu (NRK) | 2,92%                |
| Ask         | 0,58%                |
| AOL         | 0,41%                |
| Excite      | 0,03%                |

### Gugl
Gugle je danas na zapadu svakako najpoznatija i srazmerno najbolji pretraživač za regionalne teme na germanskim i romanskim jezicima latiničnog pisma iz zapadne Evrope, te obe Amerike i Australije, dok je znatno slabiji za istočnu Evropu, Afriku i Aziju (gde uglavnom pokriva Izrael, Tajwan i Japan).

### Bing (Majkrosoft)
Bing je pretraživač u vlasništvu kompanije Majkrosoft.

### AltaVista
To je jedan od najstarijih pretraživača, koji radi na principu Gugl pretraživača. Nakon pojave Gugla na zapadu se počeo manje upotrebljavati. Osnovan je već 1995., a danas je u vlasništvu kompanije Yahoo.

### 
je naučni pretraživač, koj je razvila kompanija Wolfram Research. Široj javnosti je predstavljen 15. 5. 2009. Osnova pretraživača je Mathematica i oko 6 miliona linija programskog koda, a pogoni ga preko 10.000 procesora. Taj se broj stalno menja zbog nadogradnje. Alfa za sada nema snagu Matematike, ali Wolfram Resaerch namerava da razvija Alfu upravo u tom smeru. Osoba koji stoji iza celog projekta je Stiven Volfram, autor programa Matematika.

## Meta-pretraživači
Meta-pretraživači su vrsta internetskog pretraživača uz pomoć čijeg sučelja je moguće pretraživati nekoliko drugih izvora informacija (najčešće pretraživača) odjednom. Korisnici upit unose samo jednom, a on se potom distribuira prema više drugih pretraživača i/ili baza podataka, uz zajednički prikaz rezultata sa svakom od njih.
Postoje veb meta-pretraživači koji objedinjuju i rangiraju rezultate na jednoj veb stranici (npr. Metacrawler), i samostalni programi za pretraživanje s vlastitim sučeljem (npr. Copernic Agent, FirstStop Websearch).

## Literatura
- Soumen Chakrabarti (2003). Mining the Web. Discovering Knowledge from Hypertext Data. ISBN 978-1-55860-754-5.. Morgan Kaufmann, Amsterdam u. a. .
- Christian Ellwein (2002). Suche im Internet für Industrie und Wissenschaft. ISBN 978-3-486-27039-6.. Oldenbourg-Industrieverl, München. .
- Heike Faller (28. 11. 2006). „David gegen Google”. Die Zeit.. Nr. 41, 2005, S. 17 ff. (Dossier).
- Michael Glöggler: Suchmaschinen im Internet. Funktionsweisen, Ranking-Methoden, Top-Positionen. Springer, Berlin u. a. 2003.  978-3-540-00212-3..
- David Gugerli (2009). Suchmaschinen. Die Welt als Datenbank (= Edition Unseld. Suhrkamp. ISBN 978-3-518-26019-7.. Bd. 19). Suhrkamp, Frankfurt am Main. .
- Höchstötter, Nadine; Lewandowski, Dirk (2009). „What users see – Structures in search engine results pages”. Information Sciences. 179 (12): 1796—1812. S2CID 2260064. arXiv:1511.05802 . doi:10.1016/j.ins.2009.01.028..
- Daniel Hürlimann: Suchmaschinenhaftung. Zivilrechtliche Verantwortlichkeit der Betreiber von Internet-Suchmaschinen aus Urheber-, Marken-, Lauterkeits-, Kartell- und Persönlichkeitsrecht (= Schriften zum Medien- und Immaterialgüterrecht. Bd. 94). Stämpfli. 2012.  978-3-7272-1893-4. (Zugleich: Bern, Universität, Dissertation, 2012).
- Stefan Karzauninkat (2002). Die Suchfibel. Wie findet man Informationen im Internet?. Klett-Schulbuchverl. ISBN 978-3-12-238106-6.. 3. Auflage. Klett, Leipzig. .
- Lawrence, Steve; Giles, C. Lee (1999). „Accessibility of information on the web”. Nature. 400 (6740): 107—109. Bibcode:1999Natur.400..107L. PMID 10428673. doi:10.1038/21987..
- Dirk Lewandowski: "Suchmaschinen verstehen". Springer, Heidelberg. 2015.  978-3-662-44013-1..
- Dirk Lewandowski (2005). Web Information Retrieval. Technologien zur Suche im Internet (= Reihe Informationswissenschaft der DGI. Zugleich: Düsseldorf, Universität, Dissertation, 2005. ISBN 978-3-925474-55-2.. Bd. 7). Deutsche Gesellschaft für Informationswissenschaft und Informationspraxis, Frankfurt am Main. , Volltext.
- Dirk Lewandowski (Hrsg.): Handbuch Internet-Suchmaschinen. 2 Bände. AKA, Akademische Verlags-Gesellschaft, Heidelberg 2009–2011;
  - Band 1: Dirk Lewandowski: Nutzerorientierung in Wissenschaft und Praxis.. 2009.  978-3-89838-607-4.;
  - Band 2: Dirk Lewandowski: Neue Entwicklungen in der Web-Suche.. 2011.  978-3-89838-651-7..
  - Band 3: Dirk Lewandowski: Suchmaschinen zwischen Technik und Gesellschaft.. 2013.  978-3-89838-680-7..
- Nadine Schmidt-Mänz: Untersuchung des Suchverhaltens im Web. Interaktion von Internetnutzern mit Suchmaschinen (= Studien zum Konsumentenverhalten. Bd. 9). Dr. Kovač, Hamburg. 2007.  978-3-8300-2725-6. (Zugleich: Karlsruhe, Universität, Dissertation, 2006).
- Rainer Strzolka (2006). Suchmaschinenkunde. Einführung für Bibliothekare, Fachangestellte für Medien- und Informationsberufe sowie andere Informationsvermittler und Paraprofessionals an OPLs (= Arbeiten zur Bibliotheks- und Dokumentationspraxis. Koechert. ISBN 978-3-922556-96-1.. NF Bd. 2). Koechert, Hannover u. a. .

## Spoljašnje veze
- Pretraživač na veb-sajtu  (језик: енглески)
- at-web.de: Nachrichten zum Thema Suchmaschinen
- bertelsmann-stiftung.de, Marcel Machill, Carsten Welp (Hrsg.): Wegweiser im Netz. Qualität und Nutzung von Suchmaschinen (PDF; 3,33 MB)
- „Eigene Suchmaschine betreiben mit freier Software: Grundlagen, Methoden und Open-Source Tools”. Архивирано из оригинала 15. 05. 2015. г. Приступљено 03. 01. 2019.